# 해리 M. 쿠테르트

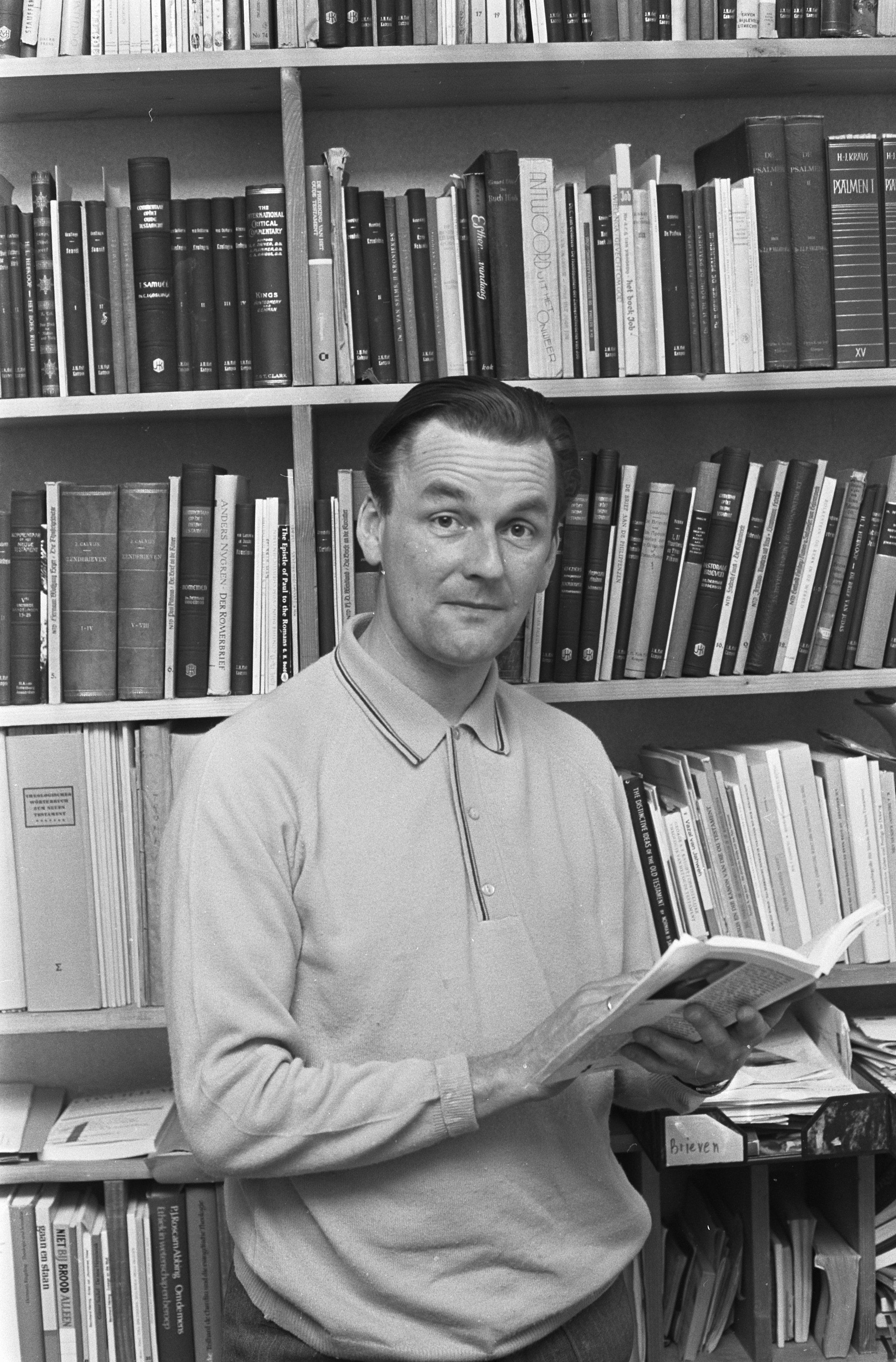
1969년 해리 M. 쿠테르트

해리 M. 쿠테르트 (Harry M. Kuitert, 1924년 11월 11일 - 2017년 9월 8일)는 암스텔베인에서 태어난 네덜란드 개혁교회의 중요한 신학자였다. 암스테르담 자유 대학교의 베르까우어의 후계자로서 조직신학 교수를 1968년부터 1989년까지 하였다. 신학적으로는 정통주의를 버리고 자유로운 견해를 보여주었다.

## 참고 문헌
- Harry M. Kuitert (1994). “Veritatis Splendor”. 《Studies in Christian Ethics》. 19–21쪽. 2013년 2월 1일에 원본 문서에서 보존된 문서.
- Signals from the Bible ISBN 0-8028-1439-5